# Mathew Belcher
Mathew Anthony Belcher (Gold Coast, 20 de septiembre de 1982) es un deportista australiano que compite en vela en la clase 470.
Participó en tres Juegos Olímpicos de Verano, obteniendo tres medallas en la clase 470, oro en Londres 2012 (junto con Malcolm Page), plata en Río de Janeiro 2016 (con William Ryan) y oro en Tokio 2020 (con William Ryan). Ganó nueve medallas en el Campeonato Mundial de 470 entre los años 2010 y 2019.
En 2013 fue nombrado Regatista Mundial del Año por la Federación Internacional de Vela. En 2014 fue condecorado con la Medalla de la Orden de Australia (OAM).

## Palmarés internacional
| \| Juegos Olímpicos \| Juegos Olímpicos \| Juegos Olímpicos \| Juegos Olímpicos \| \| Año \| Lugar \| Medalla \| Clase \| \| ------------------ \| ----------------------- \| ----------------- \| ---------------- \| \| 2012 \| Londres (Reino Unido) \| Medalla de oro \| 470 \| \| 2016 \| Río de Janeiro (Brasil) \| Medalla de plata \| 470 \| \| 2020 \| Tokio (Japón) \| Medalla de oro \| 470 \| \| Campeonato Mundial \| \| \| \| \| Año \| Lugar \| Medalla \| Clase \| \| 2010 \| La Haya (Países Bajos) \| Medalla de oro \| 470 \| \| 2011 \| Perth (Australia) \| Medalla de oro \| 470 \| \| 2012 \| Barcelona (España) \| Medalla de oro \| 470 \| \| 2013 \| La Rochelle (Francia) \| Medalla de oro \| 470 \| \| 2014 \| Santander (España) \| Medalla de oro \| 470 \| \| 2015 \| Haifa (Israel) \| Medalla de oro \| 470 \| \| 2016 \| San Isidro (Argentina) \| Medalla de bronce \| 470 \| \| 2017 \| Salónica (Grecia) \| Medalla de oro \| 470 \| \| 2019 \| Enoshima (Japón) \| Medalla de oro \| 470 \| |                         |                   |       |
| Juegos Olímpicos |                         |                   |       |
| Año | Lugar                   | Medalla           | Clase |
| 2012 | Londres (Reino Unido)   | Medalla de oro    | 470   |
| 2016 | Río de Janeiro (Brasil) | Medalla de plata  | 470   |
| 2020 | Tokio (Japón)           | Medalla de oro    | 470   |
| Campeonato Mundial |                         |                   |       |
| Año | Lugar                   | Medalla           | Clase |
| 2010 | La Haya (Países Bajos)  | Medalla de oro    | 470   |
| 2011 | Perth (Australia)       | Medalla de oro    | 470   |
| 2012 | Barcelona (España)      | Medalla de oro    | 470   |
| 2013 | La Rochelle (Francia)   | Medalla de oro    | 470   |
| 2014 | Santander (España)      | Medalla de oro    | 470   |
| 2015 | Haifa (Israel)          | Medalla de oro    | 470   |
| 2016 | San Isidro (Argentina)  | Medalla de bronce | 470   |
| 2017 | Salónica (Grecia)       | Medalla de oro    | 470   |
| 2019 | Enoshima (Japón)        | Medalla de oro    | 470   |